# Rameau mastoïdien de l'artère occipitale
Le rameau mastoïdien de l'artère occipitale est une artère systémique paire du crâne. Il vascularise la diploë de l'os temporal, la dure-mère de la fosse crânienne postérieure et les cellules mastoïdiennes.  

## Origine
Le rameau mastoïdien nait de l'artère occipitale à proximité de la partie mastoïdienne de l'os temporal.

## Trajet
Le rameau mastoïdien de l'artère occipitale se dirige médialement et en arrière vers le foramen mastoïdien par lequel il pénètre dans le crâne pour vasculariser la diploë de l'os temporal,  la dure-mère de la fosse crânienne postérieure et les cellules mastoïdiennes.

## Variations anatomiques
La présence, la taille et l’importance fonctionnelle de ce rameau sont variables. Il peut être absent, réduit ou remplacé par une branche analogue issue de l’artère auriculaire postérieure ou du rameau auriculaire de l'artère occipitale.